# Język ginuchijski
Język ginuchijski (także: ginuchski, hinuchski, hinuchijski; nazwa własna Гьинози) – jeden z niewielkich języków kaukaskich, używany przez ok. 600 osób (2013) w południowo-zachodnim Dagestanie. Język ginuchijski należy do języków didojskich w zespole awaro-didojskim, tworzącym podgrupę wśród języków dagestańskich w grupie północno-wschodniej (nachsko-dagestańskiej) języków kaukaskich.
Językiem ginuchijskim posługuje się ludność we wsi Ginuch w południowodagestańskim okręgu cutyjskim. Od nazwy tej wsi pochodzi też nazwa języka.
Dane mówiące o liczbie osób posługujących się językiem ginuchijskim nie są zbyt dokładne, ponieważ w dużej mierze opierały się na szacunkach. Po raz pierwszy nosicieli tego języka uwzględniono w statystykach z 1926 r. W późniejszym czasie użytkownicy ginuchijskiego uznawani byli za odłam Awarów i tak też zapisywani podczas kolejnych spisów powszechnych. Szacunki z lat 1958 o 1967 podawały szacunkową liczbę 200 użytkowników języka ginuchijskiego, natomiast według spisu powszechnego, przeprowadzonego na terenie Federacji Rosyjskiej w 2000 r. liczba osób posługujących się tym językiem wynosi 500 osób, z tego większość w Dagestanie.
Język ten nie wykształcił piśmiennictwa. Jest używany wyłącznie w sytuacjach nieformalnych, w domu, wśród przyjaciół. W charakterze języka literackiego używany jest język awarski, jako największy język literacki Dagestanu. Wśród ludności rozpowszechniony jest także rosyjski, jako język urzędowy Federacji Rosyjskiej. Rosyjski i awarski są językami edukacji i środkami komunikacji ponadlokalnej. Dawniej w szerszym użyciu był też język gruziński. Ginuchijski jest zdecydowanie zagrożony wymarciem.
Ginuchijski jest językiem ergatywnym.
Nie odnotowano różnic dialektalnych. Ze względu na swoją historię wykazuje wypływy innych języków – awarskiego, didojskiego, gruzińskiego i rosyjskiego. Znajduje się też pod wpływem języka cezyjskiego. Częste są małżeństwa mieszane.
Pierwsze informacje na temat ginuchijskiego pochodzą od rosyjskiego etnografia i podróżnika Aleksandra Sierżputowskiego, który zawędrował w górzyste regiony południowego Dagestanu w 1916 r. Początkowo rozpatrywano ginuchijski jako dialekt języka didojskiego, jednak badania Jefgienija Bokariowa wykazały jego odrębność.
Ze względu na niewielką liczbę użytkowników języka, a także z powodu obniżania się prestiżu języka wśród jego użytkowników, uważa się, iż ginuchijski jest językiem zagrożonym wymarciem w ciągu najbliższych kilkudziesięciu lat.